# Matoluoto (ö i Satakunta)
Matoluoto är en ö i Finland. Den ligger i sjön Pinkjärvi och i kommunen Euraåminne (tidigare Luvia) i den ekonomiska regionen  Björneborgs ekonomiska region  och landskapet Satakunta, i den sydvästra delen av landet, 210 km nordväst om huvudstaden Helsingfors. Öns största längd är 10 meter i öst-västlig riktning.